# Powellichthys ventriosus
Powellichthys ventriosus, jedina vrsta u rodu Powellichthys, porodica Chlopsidae, red jeguljki (Anguilliformes). Tropska riba, stanarica, živi u Pacifiku oko Cookovog otočja. 
Opisao ju je 1966. južnoafrički ihtiolog James Leonard Brierley Smith.